# Hydromedusa tectifera
Hydromedusa tectifera är en sköldpaddsart som beskrevs av den amerikanske paleontologen Cope 1869. Hydromedusa tectifera ingår i släktet Hydromedusa och familjen ormhalssköldpaddor. Inga underarter finns listade i Catalogue of Life.
Arten förekommer i sydöstra Brasilien samt i Paraguay, Uruguay och i norra Argentina.